# Дадди, Козимо
Козимо Дадди (итал. Cosimo Daddi; 1540—1630, Вольтерра) — итальянский живописец периода маньеризма и барокко.

## Биография
Немногие сведения о жизни и творчестве Козимо Дадди изложены в книге художника и историографа эпохи барокко Филиппо Балдинуччи «Заметки о мастерах рисунка от Чимабуэ до наших дней» (Notizie de' professori del disegno da Cimabue in qua). Козимо, вероятно, родился во Флоренции, но документов, подтверждающих точную дату, не существует. Его присутствие зафиксировано в Вольтерре в 1575 году для украшения спинок стульев Совета гербами муниципалитета Вольтерры. К этому времени относится и создание алтарного образа Мадонны с Младенцем между святыми Бартоломео и Иоанном Крестителем для церкви Сан-Бартоломео в Сассо-Пизано. По словам Бальдинуччи, художник прибыл в Вольтерру вслед за епископом Гвидо Сергиди, назначенным в 1574 году в эту епархию.
В 1589 году он вернулся во Флоренцию для работы над оформлением торжественного въезда Кристины Лотарингской по случаю её свадьбы с Фердинандом I Медичи. В 1590 году великая княгиня пригласила живописца Бернардино Поччетти для росписи домашней капеллы виллы Петрайя и Козимо Дадди для создания «праздничных фресок Лотарингского дома». В лоджиях внутреннего крытого двора виллы расположены фрески цикла «Подвиги Готфрида Бульонского при взятии Иерусалима»). Они датируются примерно 1590 годом.
К флорентийскому периоду творчества художника также относят «Мадонну дель Розарио» в церкви Сан-Мартино-ин-Баньоло, «Распятие между Мадонной и Святым Иоанном» и другие работы в церкви Сан-Андреа в Морджано (1595) с подписью художника.
В 1596 году Козимо Дадди вернулся в Вольтерру, где оставался до своей смерти. Сохранились две створки утраченного большого алтаря в церкви Сант-Алессандро (1597). Козимо Дадди также создал две картины на тему «Посещение Девой Марией Святой Елизаветы» для церквей Сан-Джусто и Клементе и Сан-Лино. В последней Дадди также написал люнеты с «Историями из жизни Христа» (в «Диспуте в храме» есть его автопортрет с подписью и датой 1618), «Введение Девы Марии в храм» и «Мистическое обручение святой Екатерины Александрийской».
За свою творческую карьеру Козимо Дадди писал не только алтарные картины и фрески, но и портреты, выполнял различные декоративные работы. В книге Бальдинуччи Козимо Дадди подвергся критике как «художник, чей стиль ниже способностей его современников». Тем не менее он был первым учителем Бальдассаре Франческини, известного как Иль Вольтеррано. Художник скончался в Вольтерре в 1630 году, вероятно, от чумы.

## Галерея

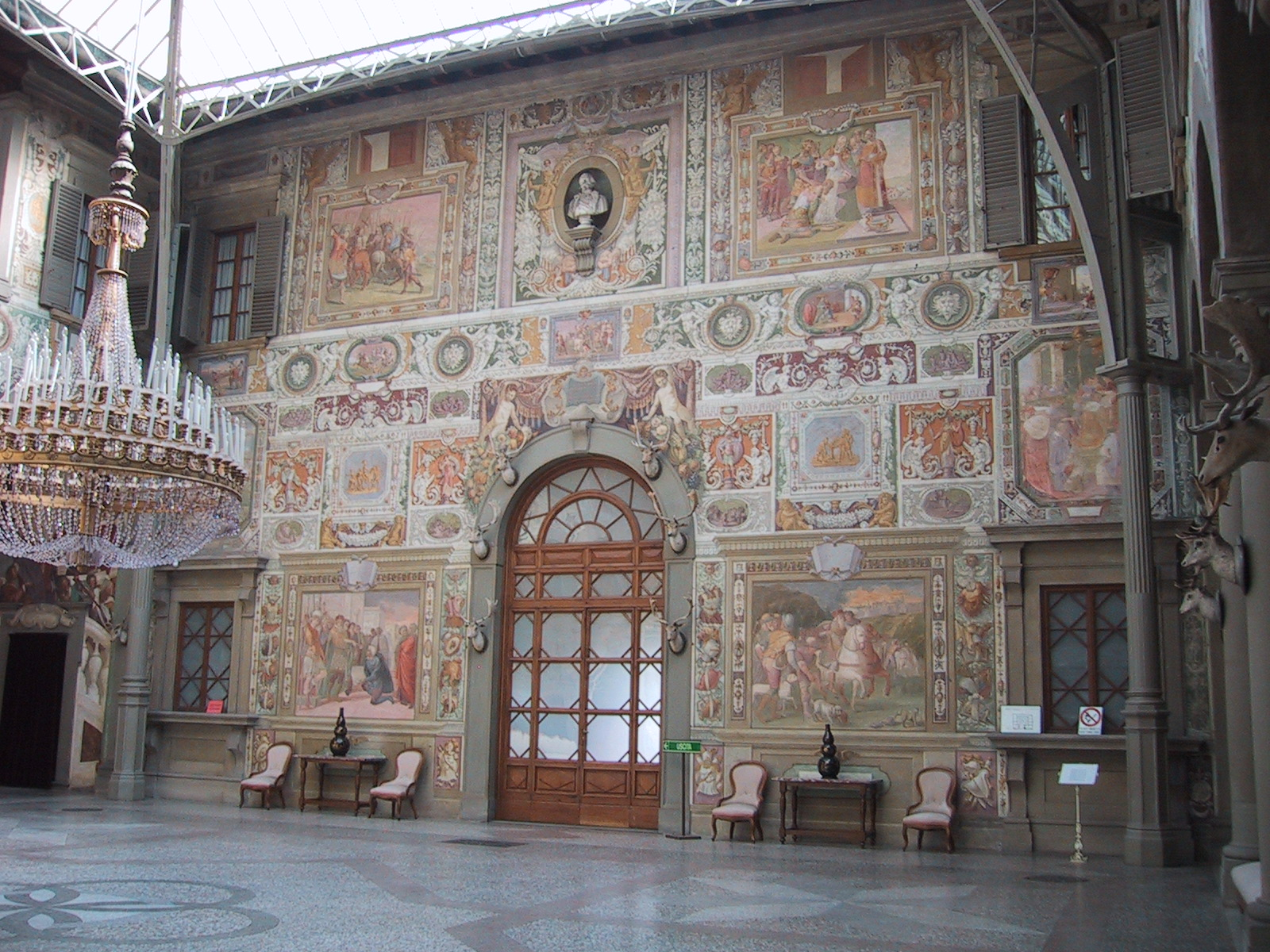
История Готфрида Бульонского. Фрески виллы Петрайя. 1590
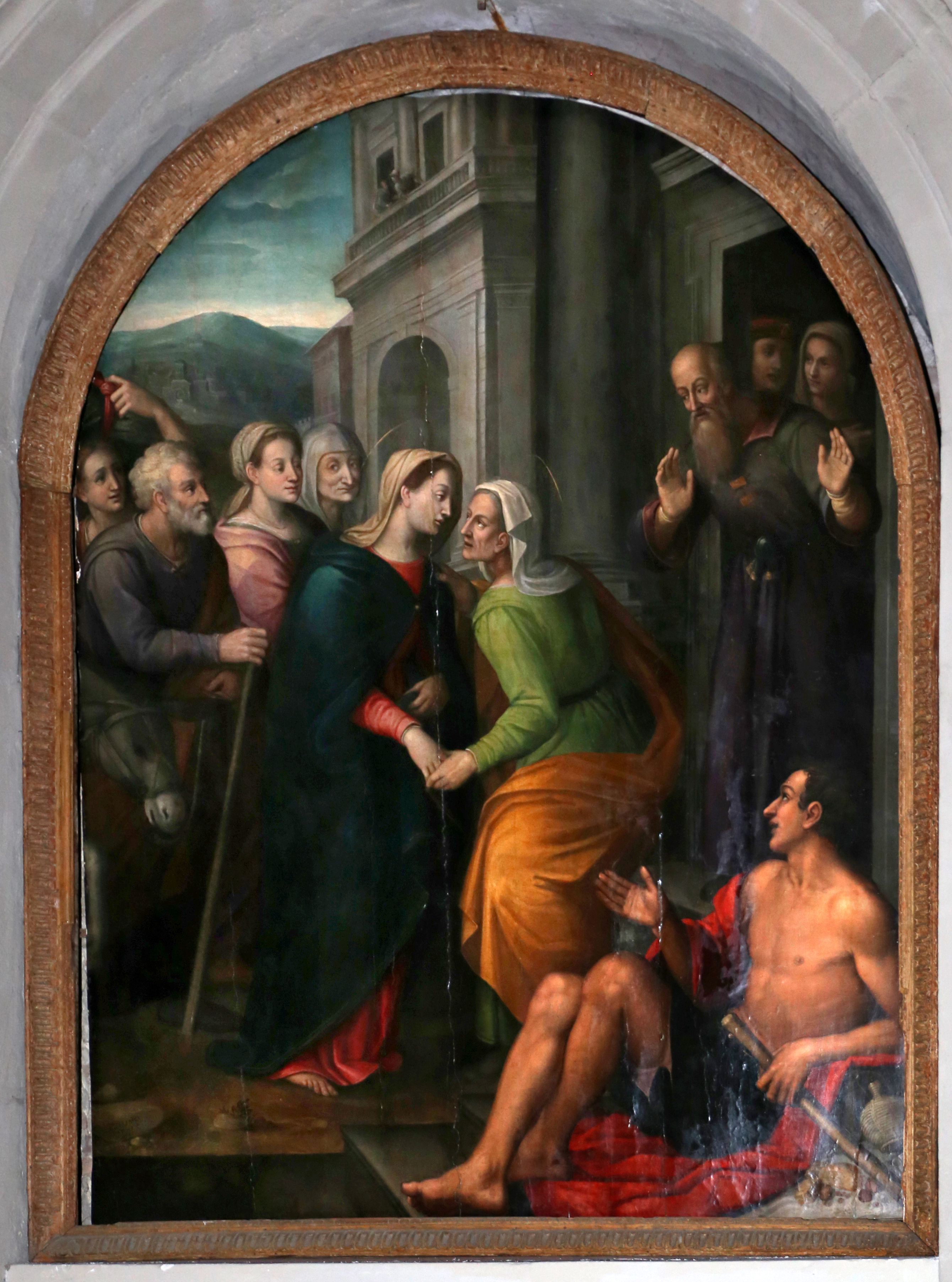
Посещение Девой Марией Святой Елизаветы. Холст, масло. 1597. Церковь Сан-Лино, Вольтерра
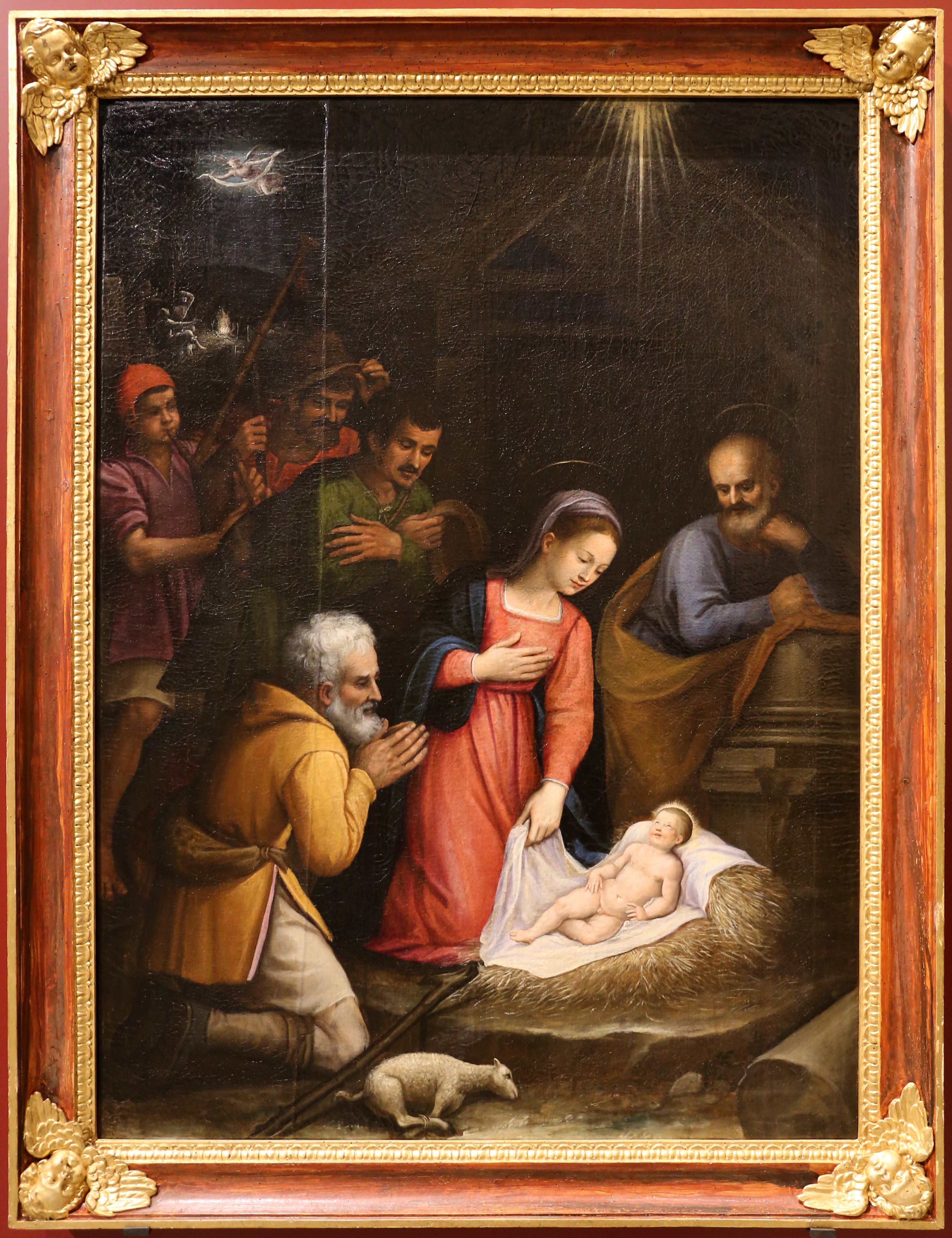
Поклонение пастухов.1603. Холст, масло. Церковь Сант-Андреа, Вольтерра
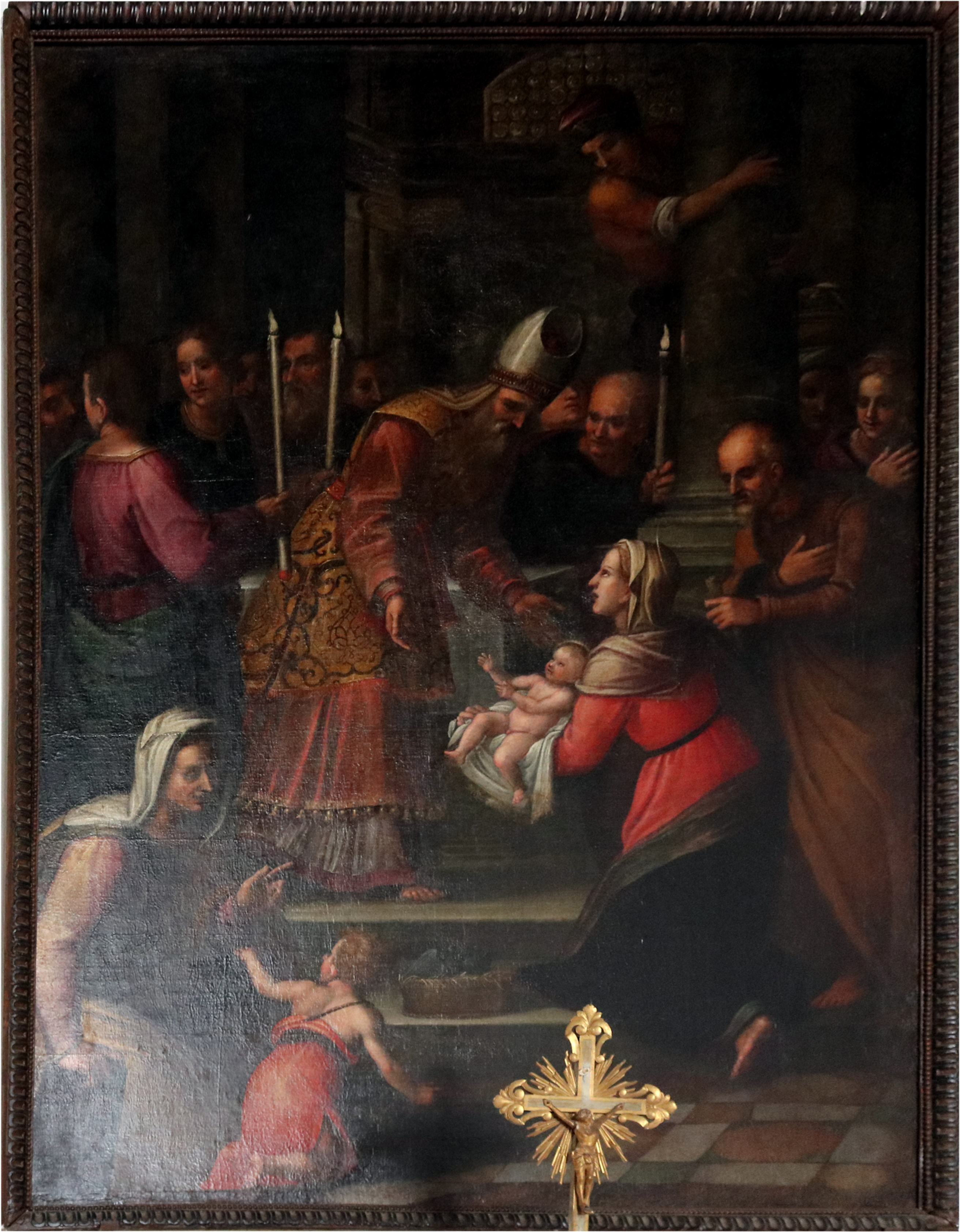
Представление Иисуса в храм. 1597. Холст, масло. Ораторий Сан-Рокко, Кастельнуово-ди-Валь-ди-Чечина
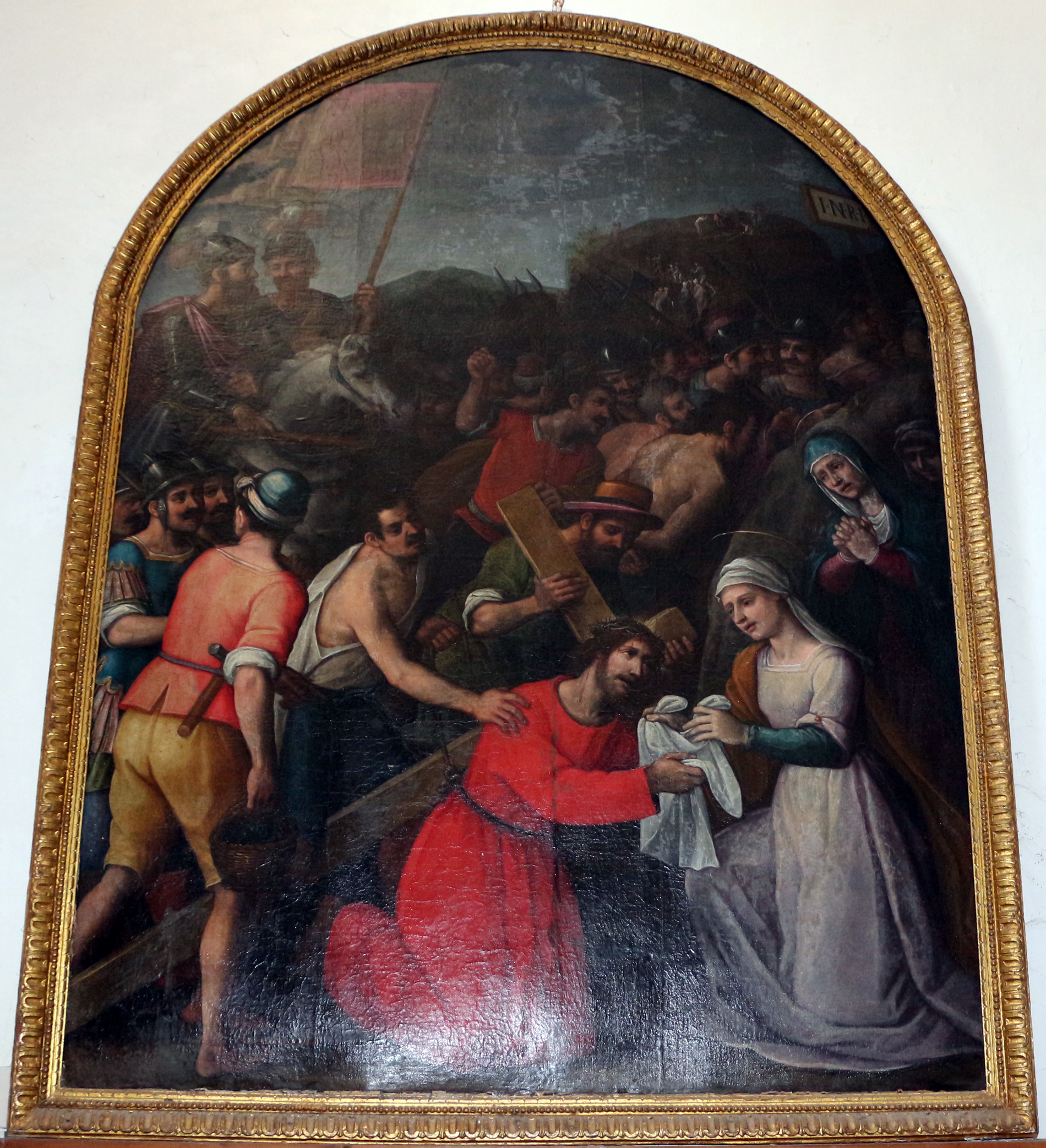
Путь на Голгофу со святой Вероникой. 1610. Холст, масло. Ораторий Сант-Антонио, Вольтерра
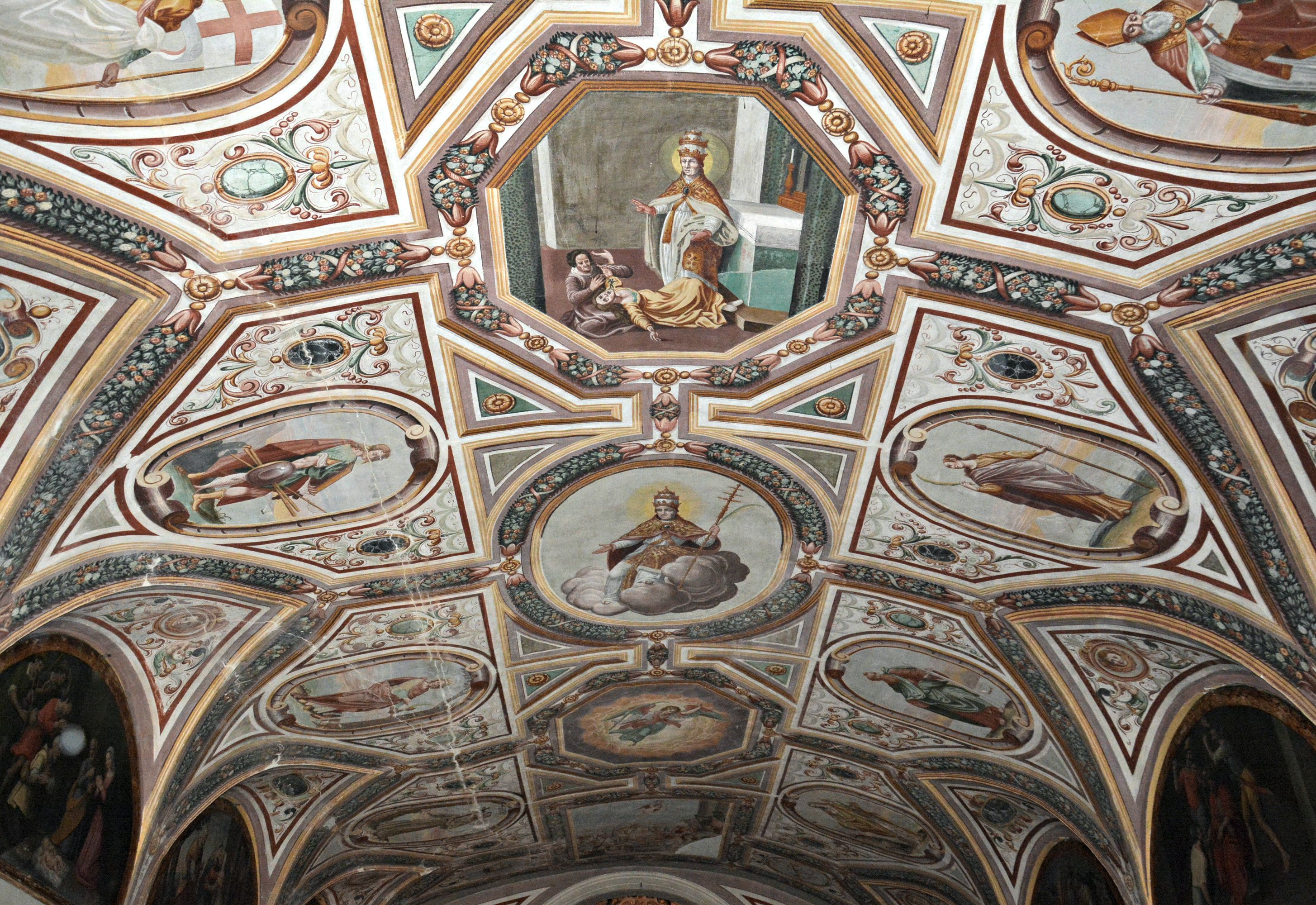
Роспись свода церкви Сан-Лино, Вольтерра
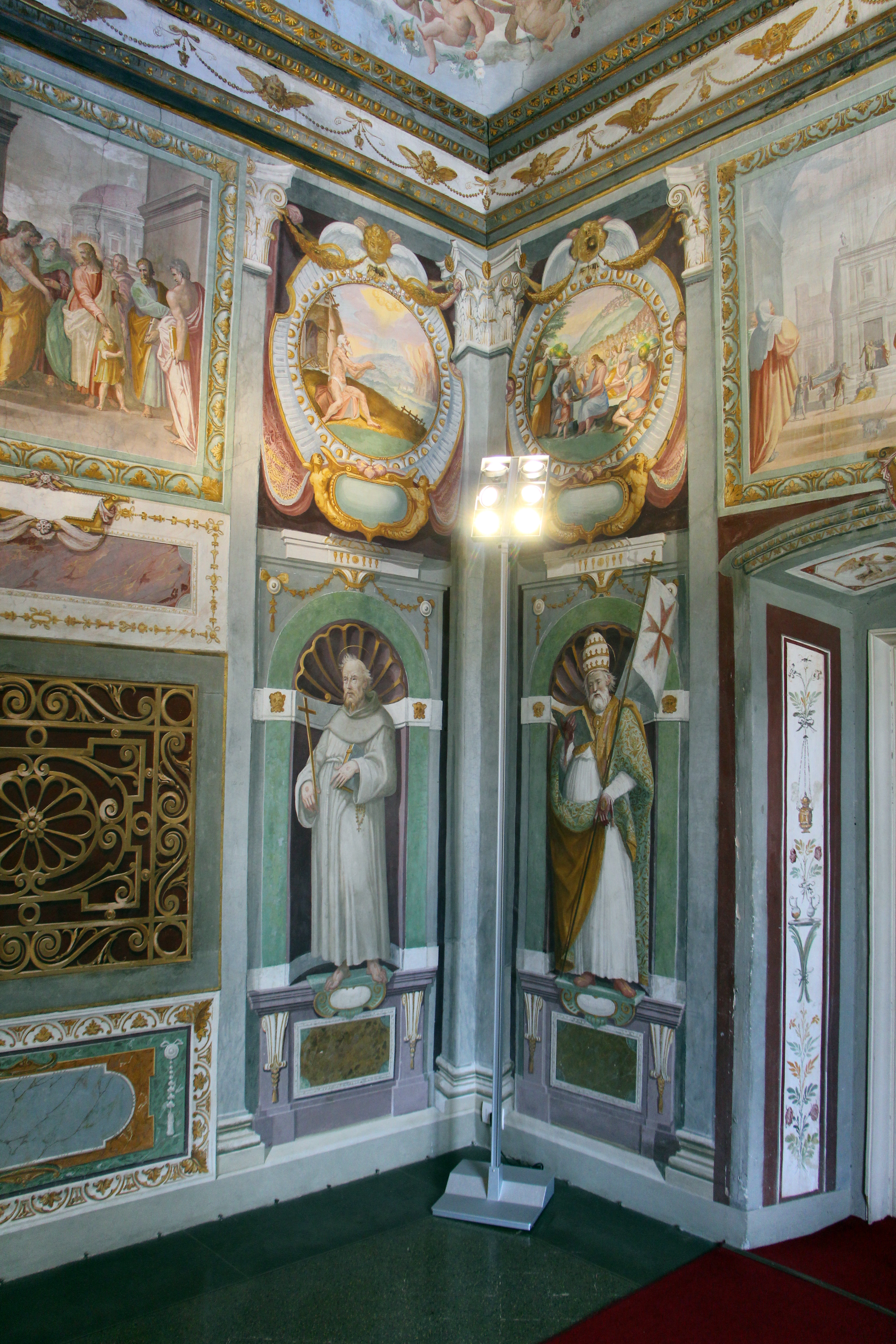
Б. Поччетти и К. Дадди. Росписи Старой капеллы. 1589. Вилла Петрайя, Флоренция
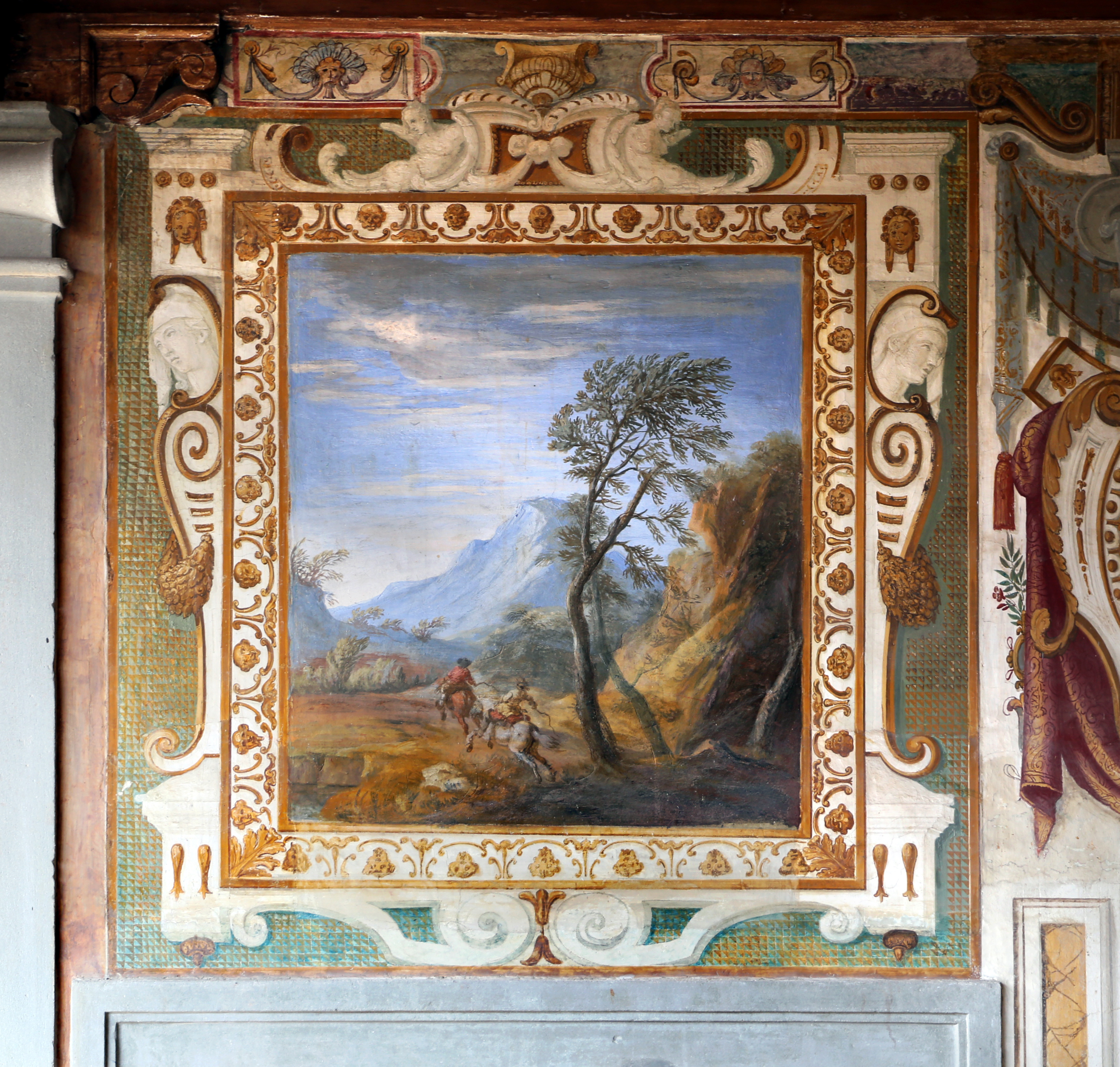
Пейзаж с гротесками и гербом Медичи. 1589—1608. Фреска. Вилла Петрайя, Флоренция